# Viðar Örn Kjartansson
Viðar Örn Kjartansson (Selfoss, Islandia, 11 de marzo de 1990) es un futbolista islandés que juega como delantero para el KA Akureyri de la Úrvalsdeild Karla.

## Trayectoria

### UMF Selfoss

#### Temporada 2006
Viðar hizo su debut con Selfoss en 2006, 16 años de edad. En su primera temporada profesional quedó en cuarto lugar en la 2. deild karla, en copa cayó en la tercera ronda a manos de Njardvik por un marcador de 4 - 1 en condición de visitante.

#### Temporada 2007
En esta temporada cerraría con el segundo puesto a 6 puntos del líder Haukar, consiguiendo el ascenso a la 1. deild karla, sin embargo, en copa tampoco pudo alcanzar más de la tercera ronda, cayó 3 - 1 contra el Leiknir Reykjavík en condición de visitante.

#### Temporada 2008
El 30 de mayo marca el cuarto gol de una victoria 5 - 2 contra el Thór, el 10 de junio marca el primer gol de un empate 1 - 1 contra el Stjarnan, el 15 de junio marca el segundo gol de un empate 2 - 2 contra el Njardvík, el 5 de julio marca el cuarto gol de una victoria 4 - 1 contra el Fjardabyggd, el 8 de agosto marca el segundo gol de una victoria 2 - 0 contra el Haukar en condición de local, el 21 de agosto marca el tercer gol de una victoria 4 - 1 contra el Njardvík, el 29 de agosto marca el primer gol de una derrota 4 - 3 contra el Víkingur Ólafsvík, el 20 de septiembre marca el segundo gol de una victoria 3 - 1 contra el ÍBV, cierra la temporada ocupando el tercer puesto de la 1. deild karla, estando presente en la tabla de máximos goleadores, en copa fue eliminado en los dieciséisavos de final en una derrota de 2 - 1 contra el UMF Hamar.

### ÍBV Vestmannæyjar

#### Temporada 2009
En esta temporada en Úrvalsdeild Karla, Viðar jugó su primer partido el 10 de mayo en una victoria 2 - 0 contra el Fram Reykjavík, su primer gol en la temporada fue el 1 de junio en una victoria 3 - 1 contra el UMF Grindavík, el 12 de julio fue expulsado del partido contra el Keflavík ÍF al minuto 72 en un empate 2 - 2, el 9 de agosto marca el primer gol de una victoria 3 - 1 contra el Fjölnir Reykjavík, su temporada cierra ocupando el 10° puesto en liga, en copa cae en la tercera ronda con el FH Hafnarfjörður, en una derrota 3 - 2 en la prórroga.

### UMF Selfoss

#### Temporada 2010
En 2010 volvió al UMF Selfoss, en Úrvalsdeild Karla, su primer partido de la temporada fue el 14 de junio, en una derrota 2 - 1 contra el Valur Reykjavík, el 19 de agosto marca el tercer gol de una victoria 3 - 2 contra el Keflavík ÍF, el 12 de septiembre marca el primer gol de una derrota 2 - 1 contra el FH Hafnarfjörður, el 25 de septiembre marca el cuarto gol de una victoria 5 - 2 contra el UMF Grindavík, cierra su temporada ocupando el 12° y último puesto en liga, siendo descendidos a la 1. deild karla, en copa fueron eliminados en tercera ronda por el ÍA Akraness en una derrota 2 - 1.

#### Temporada 2011
Su primer partido de la temporada fue una derrota 2 - 3 contra el Fjölnir Reykjavík el 13 de mayo, el 19 de mayo fue su segundo partido y su primera anotación al anotar el primer gol de una victoria 0 - 3 contra el Íþróttafélagið Grótta, el 2 de junio marca el gol del empate 1 - 1 contra el Leiknir Reykjavík, el 6 de junio marca el cuarto gol de una victoria 4 - 2 contra el Handknattleiksfélag Kópavogs, el 10 de junio marca su primer doblete al anotar el primer y tercer gol en una victoria 0 - 3 contra el Knattspyrnufélagið Þróttur, el 15 de junio marca el tercer gol de una victoria 3 - 0 contra el KA Akureyri, el 7 de julio marca un doblete en la victoria 2 - 1 contra el Íþróttafélag Reykjavíkur, el 21 de julio marca el primer gol de la victoria 4 - 0 contra el Íþróttafélagið Grótta, el 26 de julio marca el primer gol de una derrota 2 - 1 contra el ÍA Akraness, el 19 de agosto marca el segundo gol de una victoria 1 - 2 contra el KA Akureyri, el 10 de septiembre marca su primer triplete en la victoria 1 - 3 contra el Íþróttafélag Reykjavíkur siendo el primer y tercer gol marcados de penalti, el 17 de septiembre marca un doblete (primer y tercer gol) en la victoria 3 - 2 contra el Haukar, cierra su temporada ocupando el segundo puesto en liga y logrando el ascenso a la Úrvalsdeild Karla y siendo el segundo máximo goleador, en copa cayó en tercera ronda en un 1 - 0 contra el Fjölnir Reykjavík.

#### Temporada 2012
Su primer partido de la temporada fue el 6 de mayo en una victoria 2 - 1 contra el ÍBV Vestmannæyjar, su primer gol fue el 21 de mayo al marcar el 0 - 1 en una victoria 0 - 2 contra el Fram Reykjavík, el 7 de junio marca en copa el segundo gol de una victoria 2 - 1 contra el Ungmennafélag Njarðvíkur pero recibiendo una amarilla, el 16 de junio marca el único gol en una derrota 3 - 1 contra el KR Reykjavík, el 5 de julio marca el primer gol de una derrota 1 - 3 contra el Stjarnan Garðabær, el 12 de agosto marca el 2 - 0 en una victoria 4 - 2 contra el Fram Reykjavík, el 20 de agosto marca el 0 - 4 definitivo en la victoria contra el UMF Grindavík pero recibiendo una amarilla, el 20 de septiembre marca el segundo gol de una victoria 2 - 1 contra el Keflavík ÍF, el 23 de septiembre marca de penalti el 0 - 1 de una derrota 4 - 2 contra el Stjarnan Garðabær. En esta temporada terminaron en el 11° lugar y fueron descendidos a la 1. deild karla, en copa cayó en cuartos de final en una derrota 3 - 0 contra el Knattspyrnufélagið Þróttur.

### Fylkir Reykjavík

#### Temporada 2013
Su primer partido fue el 6 de mayo anotando el primer gol de una derrota 1 - 2 contra el Valur Reykjavík, el 13 de mayo marca el gol del empate 1 - 1 contra el Fram Reykjavík, el 26 de mayo marca el 1 - 4 definitivo en la derrota contra el Þór Akureyri, el 29 de mayo marca el doblete en un 2 - 0 contra el Íþróttafélagið Völsungur, el 19 de junio marca el primer gol de una victoria 0 - 3 contra el UMF Sindri Höfn, el 30 de junio marca el 2 - 3 definitivo en la derrota contra el KR Reykjavík terminando el partido con una amarilla, el 7 de julio marca el 1 - 0 y el 2 - 0 en la derrota en copa 2 - 3 frente al Stjarnan Garðabær, el 21 de julio marca el 0 - 1 y el 0 - 3 en una victoria 1 - 3 contra el Valur Reykjavík, el 28 de julio marca el tercer gol de una victoria 3 - 0 contra el Fram Reykjavík, el 11 de agosto marca el 3 - 0 definitivo contra el Keflavík ÍF, el 19 de agosto marca el 1 - 1 de un empate 2 - 2 contra el Þór Akureyri, el 1 de septiembre marca el 1 - 4 definitivo en una victoria contra el Breiðablik UBK, el 16 de septiembre marca el 1 - 1 en una derrota 4 - 1 contra el KR Reykjavík, el 22 de septiembre marca el primer gol de una victoria 2 - 1 contra el Víkingur Ólafsvík, el 28 de septiembre marca el 0 - 2 de una victoria 1 - 3 contra el ÍA Akraness. En liga ocupa el séptimo lugar, en copa terminó eliminado en cuartos de final al perder 2 - 3 en la prórroga ante el Stjarnan Garðabær, termina siendo el máximo goleador en liga junto con Atli Viðar Björnsson y Gary Martin con 13 goles.

### Vålerenga Oslo IF

#### Temporada 2014
Se unió a club Vålerenga de Noruega en diciembre de 2013. Debuta en su nuevo club el 28 de marzo en una derrota 2 - 0 contra el Molde FK, el 6 de abril marca doblete el 1 - 0 y luego de penalti el 3 - 1 en una victoria contra el F.K. Bodø/Glimt, el 12 de abril marca de penalti el 1 - 1 definitivo contra el SK Vard Haugesund, el 21 de abril marca el primer gol de una victoria 3 - 0 contra el Sandnes Ulf, el 1 de mayo marca doblete el 1 - 0 y de penalti el 2 - 0 en un 3 - 0 contra el Strømsgodset IF, el 5 de mayo marca el 0 - 3 definitivo contra el Stabæk IF, el 11 de mayo marca el primer gol de un empate 1 - 1 contra el Viking Stavanger FK, el 16 de mayo marca doblete el 0 - 1 y de penalti el 2 - 2 definitivo contra el IK Start Kristiansand, el 25 de mayo marca el 1 - 2 en una victoria 2 - 3 contra el Brann Bergen, el 4 de junio marca doblete en copa el 3 - 0 y el 4 - 1 en un 5 - 2 definitivo contra el FC Lyn Oslo, el 9 de junio marca doblete el 1 - 0 y el 2 - 0 en un 3 - 0 definitivo contra el Aalesunds FK, el 19 de julio marca el 0 - 2 definitivo contra el Strømsgodset IF, el 29 de julio marca el 2 - 1 en una victoria 3 - 2 contra el Stabæk IF, el 2 de agosto marca triplete el 0 - 2, el 2 - 3 y el 2 - 5 en un empate 5 - 5 pero terminando el partido con una amarilla, el 9 de agosto marca de penalti el 1 - 0 en un empate 2 - 2 pero siendo expulsado al minuto 90, el 23 de agosto marca el 2 - 0 y el 3 - 1 en un empate 3 - 3 contra el SK Brann Bergen, el 14 de septiembre marca triplete el 1 - 0, el 2 - 0 y el 4 - 1 definitivo contra el SK Vard Haugesund, el 19 de octubre marca el 0 - 1 de una derrota 3 - 2 contra el Rosenborg Ballklub. En liga ocupó el sexto lugar y fue le tercer máximo goleador junto con Franck Boli, Ibba Laajab y Mohamed Elyounoussi con 13 goles, mientras en copa terminó eliminado en la cuarta ronda en un 3 - 2 contra el Odd Grenland BK.

### Jiangsu Sainty

#### Temporada 2015
El 22 de enero de 2015, Viðar se trasladó al club Jiangsu Sainty de la Super Liga China. El 7 de marzo debuta y marca su primer gol en una derrota 2 - 1 contra el Shanghái Donghai, el 22 de marzo marca gol en la derrota 5 - 1 contra el Shandong Luneng Taishan, el 5 de abril marca el 2 - 0 el la victoria 2 - 1 contra el Shijiazhuang Ever Bright F.C., el 26 de abril marca en el empate 3 - 3 contra el Guangzhou Evergrande, el 10 de mayo marca el gol del empate 2 - 2 contra el Guangzhou R&F, el 24 de junio marca el gol de la victoria 3 - 2 contra el Shanghái Greenland, el 4 de julio marca el gol de la victoria 0 - 1 contra el Guizhou Renhe, el 25 de julio marca el 0-1 de una victoria 2-3 contra el Liaoning FC. El 13 de septiembre marca el gol del empate 1-1 ante el Tianjin Teda, luego de más de un mes sin marcar, termina la Superliga de China 2015 en octavo lugar, el club termina campeón de la Copa de China de fútbol 2015.
Viðar jugó un papel vital en la Copa FA Asiática. Y fue el máximo goleador en la copa con 4 goles que ayudaron al Jiangsu a ganar su primer trofeo en la historia del club.

### Malmö FF

#### Temporada 2016
El 27 de enero de 2016, firmó para el club sueco Malmö FF. Debuta con el club el 20 de febrero de 2016 en copa en la victoria 2-1 contra el IK Sirius Fotboll recibiendo una amarilla, el 28 de febrero marca su primer gol con el club en la victoria 1-4 sobre el Ängelholms FF en copa. El 5 de marzo marca gol en la goleada de local 4-0 contra el GIF Sundsvall en la fase de grupos de la copa, el 13 de marzo marca el gol de la victoria 1-0 contra el IFK Norrköping en Cuartos de final y hace que el club clasifique a la Semifinal.

## Selección nacional
Debuta con la selección el 30 de mayo de 2014 en un amistoso contra Austria que terminó en un empate 1 - 1, el 12 de noviembre fue convocado para un amistoso contra Bélgica que terminó en una derrota 3 - 1.
El 31 de marzo de 2015 fue convocado para un amistoso contra la Selección de fútbol de Estonia que terminó en empate 1 - 1.
El 13 de enero de 2016 juega un amistoso contra Finlandia que ganan 0-1 y el 16 de enero marca su primer gol en la derrota 2-1 contra Emiratos Árabes Unidos. El 24 de marzo de 2016 fue suplente en la derrota amistosa 2-1 frente a Dinamarca, y el 29 del mismo mes jugó 61 minutos en la victoria amistosa 2-3 sobre Grecia.

### Clasificación para la Eurocopa 2016
El 9 de septiembre de 2014 juega un partido de Fase de grupos contra la Selección de fútbol de Turquía que terminó en victoria 3 - 0. El 10 de octubre de 2014 es convocado en un partido de Fase de grupos contra la Selección de fútbol de Letonia, que fue una victoria 0 - 3. El 13 de octubre de 2014 es convocado en un partido de Fase de grupos contra la Selección de fútbol de Países Bajos que ganaron 2 - 0.
El 16 de noviembre de 2014 es convocado en el partido de Fase de grupos contra la Selección de fútbol de la República Checa que terminó en una derrota 2 - 1.
El 28 de marzo de 2015 es convocado en el partido de fase de grupos contra la Selección de fútbol de Kazajistán que ganó 0 - 3. El 12 de junio de 2015 es convocado en otro partido de Fase de grupos juega contra la Selección de fútbol de la República Checa y ganan 2 - 1. El 3 de septiembre de 2015 es convocado para un partido contra Países Bajos que ganaron 0 - 1. El 6 de septiembre de 2015 entra al minuto 85 en reemplazo de Jón Daði Böðvarsson en un partido contra Kazajistán, el partido termina en empate sin goles. El 10 de octubre es convocado para un partido contra Letonia que terminó en un empate 2-2, Viðar se pasó los 90 minutos en el banco. El 13 de octubre entra al minuto 82 en reemplazo de Jón Daði Böðvarsson en la derrota 1-0 contra Turquía, su selección clasifica como segundo en la tabla con veinte puntos, dos puntos menos que la República Checa.

## Estadísticas

### Clubes
- Actualizado el 23 de abril de 2016.[5]

| UMF Selfoss Islandia |               |               |     |    |    |    |   |    |     |     |     |
| 3.ª | 2006          | ?             | ?   | ?  | ?  | -  | - | ?  | ?   | ?   |     |
| 3.ª | 2007          | ?             | ?   | ?  | ?  | -  | - | ?  | ?   | ?   |     |
| 2.ª | 2008          | ?             | 8   | 0  | 0  | -  | - | ?  | 8   | ?   |     |
| Total club | Total club    | ?             | 8   | 0  | 0  | -  | - | ?  | 8   | ?   |     |
| ÍBV Vestmannæyjar Islandia |               |               |     |    |    |    |   |    |     |     |     |
| 1.ª | 2009          | 17            | 2   | 0  | 0  | -  | - | 17 | 2   | 0,1 |     |
| Total club | Total club    | 17            | 2   | 0  | 0  | -  | - | 17 | 2   | 0,1 |     |
| UMF Selfoss Islandia |               |               |     |    |    |    |   |    |     |     |     |
| 1.ª | 2010          | 12            | 3   | 0  | 0  | -  | - | 12 | 3   | 0,2 |     |
| Total club | Total club    | 12            | 3   | 0  | 0  | -  | - | 12 | 3   | 0,2 |     |
| ÍBV Vestmannæyjar Islandia |               |               |     |    |    |    |   |    |     |     |     |
| 1.ª | 2010          | 0             | 0   | 0  | 0  | -  | - | 0  | 0   | 0   |     |
| Total club | Total club    | 0             | 0   | 0  | 0  | -  | - | 0  | 0   | 0   |     |
| UMF Selfoss Islandia |               |               |     |    |    |    |   |    |     |     |     |
| 2.ª | 2011          | 22            | 16  | 1  | 0  | -  | - | 23 | 16  | 0,6 |     |
| 1.ª | 2012          | 21            | 7   | 3  | 1  | -  | - | 24 | 8   | 0,3 |     |
| Total club | Total club    | 43            | 23  | 4  | 1  | -  | - | 47 | 24  | 0,5 |     |
| Fylkir Reykjavík Islandia |               |               |     |    |    |    |   |    |     |     |     |
| 1.ª | 2013          | 22            | 13  | 3  | 5  | -  | - | 25 | 18  | 0,7 |     |
| Total club | Total club    | 22            | 13  | 3  | 5  | -  | - | 25 | 18  | 0,7 |     |
| Vålerenga Oslo IF · Noruega |               |               |     |    |    |    |   |    |     |     |     |
| 1.ª | 2014          | 29            | 25  | 2  | 2  | -  | - | 31 | 27  | 0,8 |     |
| Total club | Total club    | 29            | 25  | 2  | 2  | -  | - | 31 | 27  | 0,8 |     |
| Jiangsu Sainty China |               |               |     |    |    |    |   |    |     |     |     |
| 1.ª | 2015          | 28            | 9   | 0  | 0  | -  | - | 28 | 9   | 0,3 |     |
| Total club | Total club    | 28            | 9   | 0  | 0  | -  | - | 28 | 9   | 0,3 |     |
| Malmö FF · Suecia |               |               |     |    |    |    |   |    |     |     |     |
| 1.ª | 2016          | 4             | 0   | 5  | 3  | -  | - | 9  | 3   | 0,3 |     |
| Total club | Total club    | 4             | 0   | 5  | 3  | -  | - | 9  | 3   | 0,3 |     |
| Total carrera | Total carrera | Total carrera | 155 | 83 | 14 | 11 | - | -  | 169 | 94  | 0,5 |
| (1) Incluye datos de Copa de Islandia (2006-2013), Copa de Noruega (2014), Copa de China de fútbol (2015) y Copa de Suecia (2016). (2) El jugador no ha disputado ninguna copa internacional. (3) No incluye goles en partidos amistosos. |               |               |     |    |    |    |   |    |     |     |     |

### Selecciones

#### Participaciones en fases finales
| Competición                         | Categoría                       | Sede   | Resultado   | Partidos | Goles |
| ----------------------------------- | ------------------------------- | ------ | ----------- | -------- | ----- |
| Clasificación para la Eurocopa 2016 | Selección de fútbol de Islandia | Europa | Clasificado | 3        | 0     |
| Total                               | –                               | –      | –           | 3        | 0     |

- Nota: Se incluirá en la tabla tercer o cuarto puesto solo si se jugó el partido por el tercer lugar.

## Palmarés

### Club
| Título        | Club           | País  | Año  |
| ------------- | -------------- | ----- | ---- |
| Copa de China | Jiangsu Sainty | China | 2015 |

### Distinciones individuales
| Distinción                               | Año  |
| ---------------------------------------- | ---- |
| Máximo goleador de la Úrvalsdeild Karla. | 2013 |
| Máximo goleador de la Tippeligaen.       | 2014 |